# USS Trenton (1876)
USS Trenton – amerykańska fregata z napędem parowym, która weszła do służby w 1877 roku. Była pierwszym okrętem US Navy na którym zastosowano oświetlenie elektryczne. Nazwany został imieniem miejscowości Trenton, miejsca bitwy stoczonej podczas wojny o niepodległość Stanów Zjednoczonych. Zatonął w 1889 roku na Samoa, po przejściu cyklonu tropikalnego.

## Projekt i budowa
Budowa USS „Trenton” rozpoczęła się w nowojorskiej stoczni New York Navy Yard w grudniu 1873 roku. Wodowanie miało miejsce 1 stycznia 1876 roku, wejście do służby 14 lutego 1877 roku. Kadłub okrętu wykonany był z niesezonowanego drewna dębowego. W podwodnej części dziobu zamontowano, wykonany z kutego żelaza, taran. Był to jeden z ostatnich dużych okrętów US Navy wykonanych z drewna . Siłownia jednostki składała się z ośmiu kotłów, wytwarzających parę dla jednej maszyny parowej o mocy 3100 KM, napędzającej jedną śrubę.

### Pierwsze elektryczne oświetlenie
Latem 1883 roku, kiedy okręt przebywał w stoczni New York Navy Yard, zamontowano na nim instalację elektryczną, służącą do oświetlenia. Była to pierwsza tego typu instalacja na jednostce US Navy. Kontrakt na jej zbudowanie o wartości 5500 dolarów wygrała Edison Company for Isolated Lighting. System składał się z generatora, przewodów i 266 żarówek różnej mocy. Pozytywne wyniki testów przyczyniły się do instalacji elektrycznego oświetlenia na innych okrętach US Navy .

## Służba

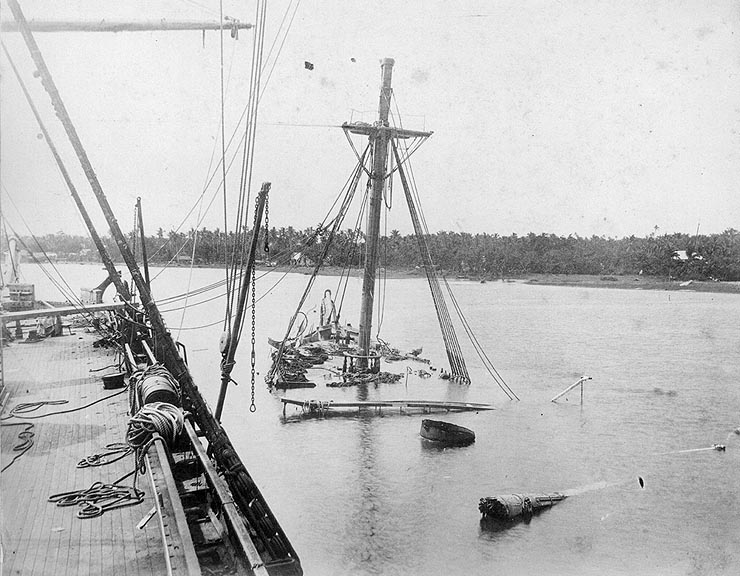
Widok z pokładu ciężko uszkodzonego USS „Trenton” na wrak USS „Vandalia” po przejściu cyklonu na Samoa

Po wejściu do służby „Trenton” udał się do Francji, gdzie dotarł w kwietniu 1877 roku. Stacjonował w porcie Villefranche-sur-Mer, nieopodal Nicei, gdzie dowództwo na nim objął admirał John Worden. Jednocześnie okręt został jednostką flagową Eskadry Europejskiej. W tym czasie odwiedził wiele portów w rejonie Morza Śródziemnego m.in. we Włoszech, Grecji i Turcji. Zdarzało mu się także przebywać w rejonie Morza Północnego, odwiedzając porty w Wielkiej Brytanii, Holandii i Danii. Na wodach europejskich przebywał do września 1881 roku. W listopadzie 1881 roku trafił do stoczni New York Navy Yard na remont i modernizację . 18 września 1883 roku przydzielony do Eskadry Azjatyckiej, w ramach której działał w rejonie wschodniego Pacyfiku do wiosny 1886 roku .

### Cyklon na Samoa, zatonięcie
Po remoncie, który rozpoczął się we wrześniu 1886 roku w Norfolk Navy Yard, okręt w maju 1887 roku wyruszył w rejs, aby dołączyć do Eskadry Pacyfiku. 10 marca 1889 roku „Trenton” dotarł do portu Apia na Samoa i dołączył do dwóch innych amerykańskich jednostek. W porcie znajdowały się także trzy niemieckie okręty i okręt brytyjski. Był to kulminacyjny moment sporu o zwierzchnictwo nad Samoa, pomiędzy Niemcami a Stanami Zjednoczonymi. 15 marca na wyspę uderzył cyklon tropikalny, w wyniku czego 16 marca wszystkie niemieckie i amerykańskie okręty zatonęły lub z powodu ciężkich uszkodzeń zostały uznane za stracone .